# Assumpció de la Mare de Déu
|  | Aquest article tracta sobre l'obra de Donatello. Si cerqueu la creença en què es basa, vegeu «Assumpció de Maria». |

L'Assumpció de la Mare de Déu de Donatello és un relleu stiacciato de marbre blanc (53,5 x 78 cm), que forma part de la tomba Brancacci a l'església de Sant'Angelo a Nilo, a Nàpols. Datada dels anys 1426-1428.

## Història
El relleu rectangular es troba al centre de la part frontal del Sepulcre del cardenal Rainaldo Brancacci i és un dels pocs elements del monument amb certesa atribuït a Donatello, que va realitzar l'encàrrec de l'obra al costat de Michelozzo i d'altres ajudants. Per treballar al monument Donatello i Michelozzo havien llogat un taller a Pisa el 1426, una vegada finalitzada l'obra es va enviar el 1428, per vaixell a Nàpols.
L'elecció del tema de l'Assumpció és inusual per a un monument funerari. Potser es tractava d'una petició explícita del comitent, que va estar molt relacionat amb l'església de Santa Maria Maggiore a Roma, on va viure i es venerava amb una gran devoció aquest fet de la Mare de Déu.

## Descripció
El baix relleu al centre, mostra una enèrgica i ferma Mare de Déu, que està asseguda en un tron cobert amb un pany i, amb les mans juntes en actitud d'oració, ascendint als cels, portada per un grup d'àngels disposats en un semicercle prop d'un núvol. Hi ha referències a la iconografia tradicional, com a la porta de la Mandorla de la catedral de Florència, però Donatello evita la llum daurada prop de la Verge. Molt més que a la feina de Nanni di Banco realitzada de vint anys abans, és fàcil percebre l'esforç expressiu dels àngels que participen en el transport. Les posicions dels àngels són molt originals i diferents, malgrat la concessió a una equilibrada simetria entre la dreta i l'esquerra. Les figures són tractades d'una manera original, quasi gràfica, amb alguns núvols en baix relleu, una veritable prova de virtuosisme de l'artista.
L'expressió de la Mare de Déu és intensa i emocionalment expressiva, com a les millors obres de Donatello, que es presenta per mostrar la composició i l'acceptació conscient del seu destí. No ha idealitzat característiques de la de Maria, la mostra com una dona d'edat avançada. La seva figura és la de més gran relleu (es parla tanmateix, que no sobresurt més de 10 mil·límetres), la creació d'ombres fosques al voltant dels braços, la cara i a les ranures dels ulls, fa augmentar el contrast de la seva expressivitat.